# Prizren (region)
Prizren – region w Kosowie, utworzony w 1999 roku, przez administrację ONZ (UNMIK).
Region jest podzielony na 5 gmin:
- Komuna e Dragashit / Opština Dragaš (Komuna e Sharrit)
- Komuna e Malishevë / Opština Mališevo
- Komuna e Prizrenit / Opština Prizren
- Komuna e Rahovecit / Opština Orahovac
- Komuna e Suharekës / Opština Suva Reka (Komuna e Therandës)